# Pyrenulales
Die Pyrenulales  sind eine Ordnung zumeist flechtenbildender Schlauchpilze.

## Merkmale
Die flechtenbildenden Arten besitzen einen dünnen Thallus, der im Substrat verborgen oder an der Oberfläche wächst. Die Thallus-Form ist meist einfacher als bei vielen anderen Flechten. Spezielle Einheiten zur vegetativen Vermehrung wie Isidien oder Soredien fehlen.
Der Fruchtkörper ist ein Perithecium, das mit einer Ostiole als Öffnung versehen ist. Das Hamathecium besteht aus Pseudoparaphysen, bei Pyrenulaceae und Requiellenaceae aus Paraphysen. Die Asci sind bitunicat, die Sporen sind farblos bis braun.

## Lebensweise
Die Pyrenulales sind überwiegend Flechtenbildner, die ausschließlich mit Grünalgen der Familie Trentepohliaceae vergesellschaftet sind, die auch für die häufige orange Färbung verantwortlich sind. Einige Vertreter der Requienellaceae sind nicht lichenisiert.

## Verbreitung
Die Ordnung kommt überwiegend in den Tropen vor, einige Vertreter kommen auch in den Wäldern der gemäßigten Breiten vor. Die Flechten wachsen überwiegend auf Baumrinden. Die nicht flechtenbildenden Arten leben auf Baumrinden, Blättern und Holz.

## Systematik

### Äußere Systematik
Die Pyrenulales gehören zur Unterklasse der Chaetothyriomycetidae und sind eine natürliche Verwandtschaftsgruppe, ein monophyletisches Taxon. Das Kladogramm der Unterklasse sieht folgendermaßen aus:
|  | \| \| Chaetothyriales \| \| \| \| \| \| Verrucariales \| \| \| \| |
|  |                                                                   |
|  | Pyrenulales                                                       |
|  |                                                                   |
|  | Chaetothyriales                                                   |
|  |                                                                   |
|  | Verrucariales                                                     |
|  |                                                                   |

|  | Chaetothyriales |
|  |                 |
|  | Verrucariales   |
|  |                 |

### Innere Systematik
Eriksson gliederte die Ordnung in vier Familien: 2020 gibt es aber nur noch eine Familie, die Pyrenulaceae und einige Gattungen incertae sedis von unsicherer Stellung:
- Pyrenulaceae mit 14 Gattungen
  - Anthracothecium
  - Blastodesmia
  - Clypeopyrenis
  - Distopyrenis
  - Granulopyrenis
  - Lithothelium
  - Mazaediothecium
  - Pyrenographa
  - Pyrenowilmsia
  - Pyrenula: ca. 225 Arten
  - Pyrgillus
  - Sulcopyrenula

- Pyrenulales incertae sedis
  - Rhaphidicyrtis
  - Xenus

Die früher hierher gestellten Requienellaceae gehören nach aktuellen molekularbiologischen Befunden zu den Xylariales. Die ebenfalls zu den Pyrenulales gestellten Monoblastiaceae bilden nun eine eigene Ordnung, ebenso die Trypetheliaceae.